# Martin Stock (Politiker)
Martin Stock (* 3. September 1980 in Aschaffenburg) ist ein deutscher Richter und Politiker der Christlich-Sozialen Union (CSU).

## Leben
Stock studierte Rechtswissenschaften. Von 2008 bis 2010 amtierte Stock als Staatsanwalt bei der Staatsanwaltschaft Aschaffenburg. Von 2010 bis 2013 war er Richter am Amtsgericht Obernburg am Main, von 2013 bis 2018 dann am Landgericht Aschaffenburg in der Großen Strafkammer. Von 2018 bis 2023 war Stock Erster Bürgermeister des Marktes Sulzbach am Main.
Seit 30. Oktober 2023 ist Stock Abgeordneter im Landtag Bayern. Stock ist verheiratet und hat drei Kinder.